# Yajaira (álbum)
Yajaira es el álbum debut del grupo de rock chileno Yajaira.

## Grabación
El álbum fue editado en casete por Toxic Records y luego el año 2001 fue reeditado en CD de forma independiente.

## Lista de temas
- "Horizonte"
- "Alcohol"
- "Escucha el Viento"
- "Bajo Presión"
- "Corre, Respira, Descansa"
- "Camonbeibe"
- "Hacia el Sol"
- "Dame tu Alma"
- "Más"
- "Gorgar"
- "H.E.E.B."
- 2Sweet Weed" (live)
- "Caminar" (live)
- "Camonbeibe" (live)

## Integrantes
- Miguel Montenegro: Bajo y voz
- Samuel Maquieira: Guitarra y voz
- Sebastián Arce: Batería